# Gamla Prästgården, Arvidsjaur
Gamla Prästgården är en tidigare prästgård vid den gamla kyrkplatsen i Arvidsjaur, som nu är hembygdsmuseum och ägs av Arvidsjaurs hembygdsförening.
En tidigare prästgård vid dåvarande Arvidsjaurs kyrka hade uppförts på 1830-talet. Den ersattes av en nyare prästgård 1891 på samma plats, vilken nu är hembygdsmuseum.
På hembygdsområdet finns också bland annat en bagarstuga och en smedja. Området var, innan en ny kyrka uppfördes på ny plats en bit österut 1821–1826, en kyrkplats med bostäder för tillresande i, fram till 1820-talet, en lappstad samt en bondstad och en borgarstad. Området är idag ett fornminnesområde, med lämningar av äldre tiders handel.